# Domogyedovói nemzetközi repülőtér
Mihail Vasziljevics Lomonoszov Domogyedovói nemzetközi repülőtér (IATA: DME, ICAO: UUDD) (oroszul: Международный аэропорт «Домоде́дово» и́мени М. В. Ломоно́сова [mezsdunarodnij aeroport domogyedovo]) Oroszország egyik nemzetközi repülőtere. Moszkvától 30 km-re délkeletre helyezkedik el. Moszkva 5 repülőtere közül ez bonyolítja le a legnagyobb forgalmat. Közvetlen vasúti kapcsolata van a moszkvai Paveleckij állomással.

## Története
A Domogyedevói repülőtér építését 1954-ben határozták el. A repülőteret 1962. április 7-én adták át a forgalomnak. 1963-tól elsősorban postagépeket és teherszállító gépeket indított és fogadott a Domogyedovói repülőtér.
1965-ben készült el a repülőtér fogadóépülete és ekkor indult az első utasszállító repülőgép, egy  Il–18 Domogyedovóról Bratszkba.
1977-től Domogyedovo az orosz szuperszonikus utasszállító repülőgépek bázisa. Innen indultak a Tu–144-es szuperszonikus utasszállító gépek Almatiba.
1992-től nemzetközi repülőtér, addig kizárólag belföldi hosszútávú járatokat indított és fogadott Szibériába és Közép-Ázsiába. 1996-ban készült el a nemzetközi járatokat fogadó épülete.
A repülőtér 2019. május 31-étől Mihail Lomonoszov polihisztor nevét viseli.

## Légitársaságok
Domogyedovóra közlekednek a Finnair kivételével a oneworld Moszkvába járatot biztosító taglégitársaságai, az egykori Malév mellett az American Airlines, a British Airways, a Royal Jordanian, az Iberia és a Japan Airlines.

## Forgalom
Az utasforgalom az elmúlt években az alábbi módon változott:
| Utasok száma | 4 218 000 | 11 690 000 | 16 600 000 | 20 437 517 | 22 253 529 | 28 165 657 | 33 039 501 | 30 657 854 | 28 252 337 | 25 065 087 |
|              | 1965      | 1975       | 1990       | 2008       | 2010       | 2012       | 2014       | 2017       | 2019       | 2021       |